# Hassan Slaby
Hassan Salah (Hassan) Slaby, voor vrienden ook wel Slaby, (Amsterdam, 13 november 1986) is een Nederlands acteur. Hij werd bekend door zijn rol als Eman Loukili in de jeugdserie SpangaS.

## Levensloop
In 2010 maakte Slaby zijn televisiedebuut met zijn rol als Eman Loukili in de KRO-NCRV-serie SpangaS, hij speelde deze rol tot en met 2017 en was tevens als dat personage te zien in de film SpangaS in actie. In 2016 speelde Slaby de rol van Farid in de film Rokjesdag en in 2018 de rol van conciërge Hakim in de film Superjuffie.
Vanaf september 2020 vertolkt Slaby de rol Marwan El Amrani in de RTL 4-soap Goede tijden, slechte tijden.
In 2023 was Slaby een van de deelnemers aan het 23e seizoen van het RTL 4-programma Expeditie Robinson, hij verliet na een medisch mankement als eerste deelnemer het programma en eindigde daarmee op de twintigste plek.

## Filmografie

### Film
| Jaar | Titel                              | Rol             |
| ---- | ---------------------------------- | --------------- |
| 2011 | Razend                             | Hakim           |
| 2015 | SpangaS in actie                   | Eman Loukili    |
| 2016 | Rokjesdag                          | Farid           |
| 2018 | Superjuffie                        | conciërge Hakim |
| 2021 | Liefde zonder grenzen              | Bram            |
| 2022 | De Tatta's                         | Hassan          |
| 2023 | De Bellinga's: Vakantie op stelten | Floris          |
| 2023 | De Tatta's 2                       | Hassan          |
| 2024 | De mooiste dag                     | Raffi           |

### Televisie

#### Als acteur
| Periode    | Titel                        | Rol                           |
| ---------- | ---------------------------- | ----------------------------- |
| 2010-2017  | SpangaS                      | Eman Loukili                  |
| 2013       | Aaf                          | Farouk                        |
| 2017-2020  | Papadag                      | Bouzian Idrissi alias DJ Booz |
| 2017       | Sint en Co                   | Pret Piet                     |
| 2019       | De regels van Floor          | Sergio                        |
| 2020-heden | Goede tijden, slechte tijden | Marwan El Amrani              |

#### Als deelnemer
| Periode | Titel              | Opmerking                         |
| ------- | ------------------ | --------------------------------- |
| 2023    | Voor het blok      | Vormde een team met Ferri Somogyi |
| 2023    | Expeditie Robinson | Viel als eerste af                |
| 2025    | The Floor VIPS     | [ 4 ]                             |